# 西権現町
西権現町（にしごんげんちょう）は、愛知県瀬戸市陶原連区の町名。丁番を持たない単独町名である。

## 地理
- 瀬戸市の中央部に位置する[8]。南から西を熊野町、北を陶原町、東を東権現町と隣接している[8]。
- 中央を市道熊野幸線が通り小売商店と住宅が混在する[8]。

### 学区
市立小・中学校に通う場合、学区は以下の通りとなる。また、公立高等学校普通科に通う場合の学区は以下の通りとなる。
| 番・番地等 | 小学校             | 中学校               | 高等学校 |
| ---------- | ------------------ | -------------------- | -------- |
| 全域       | 瀬戸市立陶原小学校 | 瀬戸市立水無瀬中学校 | 尾張学区 |

## 歴史

### 町名の由来
同地区の丘陵頂上を権現山と称しており、その西側にあたることから名付けられたと推察される。

### 沿革
- 1942年（昭和17年）1月9日 - 瀬戸市大字瀬戸字西犬塚の一部により、同市西権現町として成立[2]。

## 世帯数と人口
2024年（令和6年）1月1日現在の世帯数と人口は以下の通りである。
| 町丁     | 世帯数 | 人口  |
| -------- | ------ | ----- |
| 西権現町 | 78世帯 | 132人 |

### 人口の変遷
国勢調査による人口の推移
| 1995年（平成7年）  | 255人 | [ 12 ] |  |
| 2000年（平成12年） | 217人 | [ 13 ] |  |
| 2005年（平成17年） | 202人 | [ 14 ] |  |
| 2010年（平成22年） | 180人 | [ 15 ] |  |
| 2015年（平成27年） | 180人 | [ 16 ] |  |
| 2020年（令和2年）  | 152人 | [ 17 ] |  |

### 世帯数の変遷
国勢調査による世帯数の推移。
| 1995年（平成7年）  | 106世帯 | [ 12 ] |  |
| 2000年（平成12年） | 95世帯  | [ 13 ] |  |
| 2005年（平成17年） | 101世帯 | [ 14 ] |  |
| 2010年（平成22年） | 95世帯  | [ 15 ] |  |
| 2015年（平成27年） | 88世帯  | [ 16 ] |  |
| 2020年（令和2年）  | 82世帯  | [ 17 ] |  |

## 交通

### 鉄道
町内に鉄道は走っていない。最寄り駅は名鉄瀬戸線尾張瀬戸駅になる。

### バス
名鉄バス「本地ヶ原線」
- 【36】名鉄バスセンター - 引山 - 四軒家 - 本地ヶ原 - 瀬戸駅前 系統
- 【50】【51】【52】藤が丘 - 愛知医科大学病院 - 本地ヶ原 - 瀬戸駅前 系統

名鉄バス「東山線」
- 【43】【44】藤が丘 - 岩作 - 本地口 - 瀬戸駅前 系統

以上の2路線6系統が走っているが、町内にバス停はない。最寄りのバス停は、新開地バス停になる。

### 道路
国道363号・愛知県道61号名古屋瀬戸線（重複区間） ： 町の北西端をかすめるように通っている。

## その他

### 日本郵便
- 郵便番号 : 489-0882[6]（集配局：瀬戸郵便局[18]）。